# El asesino se embarca
El asesino se embarca es una película de acción y suspenso mexicana de 1967 dirigida por Miguel M. Delgado y protagonizada por Enrique Lizalde, Regina Torné, Armando Silvestre, Tito Junco y Jorge Russek.
El director de fotografía de la película fue Gabriel Figueroa, y los escenarios de la película fueron diseñados por el director de arte Manuel Fontanals.

## Argumento
Un policía que tiene mala suerte con las mujeres se encuentra en un ferry de La Paz a Mazatlán donde un delincuente quiere apoderarse de unas placas para falsificar dólares.

## Reparto
- Enrique Lizalde como Víctor Medina.
- Regina Torné como Paula.
- Armando Silvestre como Tony.
- Tito Junco como Iván.
- Jorge Russek como Villagrán.
- Barbara Angely como Lidia.
- Jessica Munguía como Vicky.
- Eduardo Noriega como Capitán Valdés.
- Julián de Meriche como El tullido.
- Joaquín Martínez como Pedro.
- Eduardo MacGregor como Esposo falso (como Eduardo Mac Gregor).
- Elizabeth San Román como Mamá de niño.
- Federico Falcón como Saldívar (como Federico del Castillo).
- John Kelly como Gringo.
- Victor Eberg como Guardaespalda de Iván (como Victor Eckberg).
- Fernando Yapur como Guardaespalda de Iván.
- Pepito Velázquez como Niño (como niño José Velázquez).
- Martha Navarro como Rosita.
- Horacio Salinas como Serafín.
- Jorge Casanova como Mesero de barco (no acreditado).

## Lanzamiento
La película se estrenó el 31 de agosto de 1967 en el Cine Variedades, durante dos semanas.

## Recepción
En Breve historia del cine mexicano: primer siglo, 1897-1997, Emilio García Riera citó la película como ejemplo, junto con S.O.S. Conspiración Bikini (1967) y Cuatro contra el crimen (1968), de películas mexicanas realizadas en la década de 1960 que buscaban sacar provecho del éxito de las películas de James Bond, refiriéndose a ellas como ejemplos del «"jamesbondismo" subdesarrollado».